# Новопортова вулиця
Новопорто́ва́ ву́лиця— зникла вулиця, що існувала в Дарницькому районі міста Києва, місцевість Осокорки. Пролягала від Осокорської вулиці до берега Дніпра.

## Історія
Вулиця виникла в середині XX століття під назвою Нова. Назву Новопортова вулиця отримала 1961 року, від річкового порту, який планувалося спорудити поблизу.
Ліквідована у 1980-ті роки в зв'язку з частковим знесенням забудови селища Осокорки та переплануванням місцевості.